# Busseto

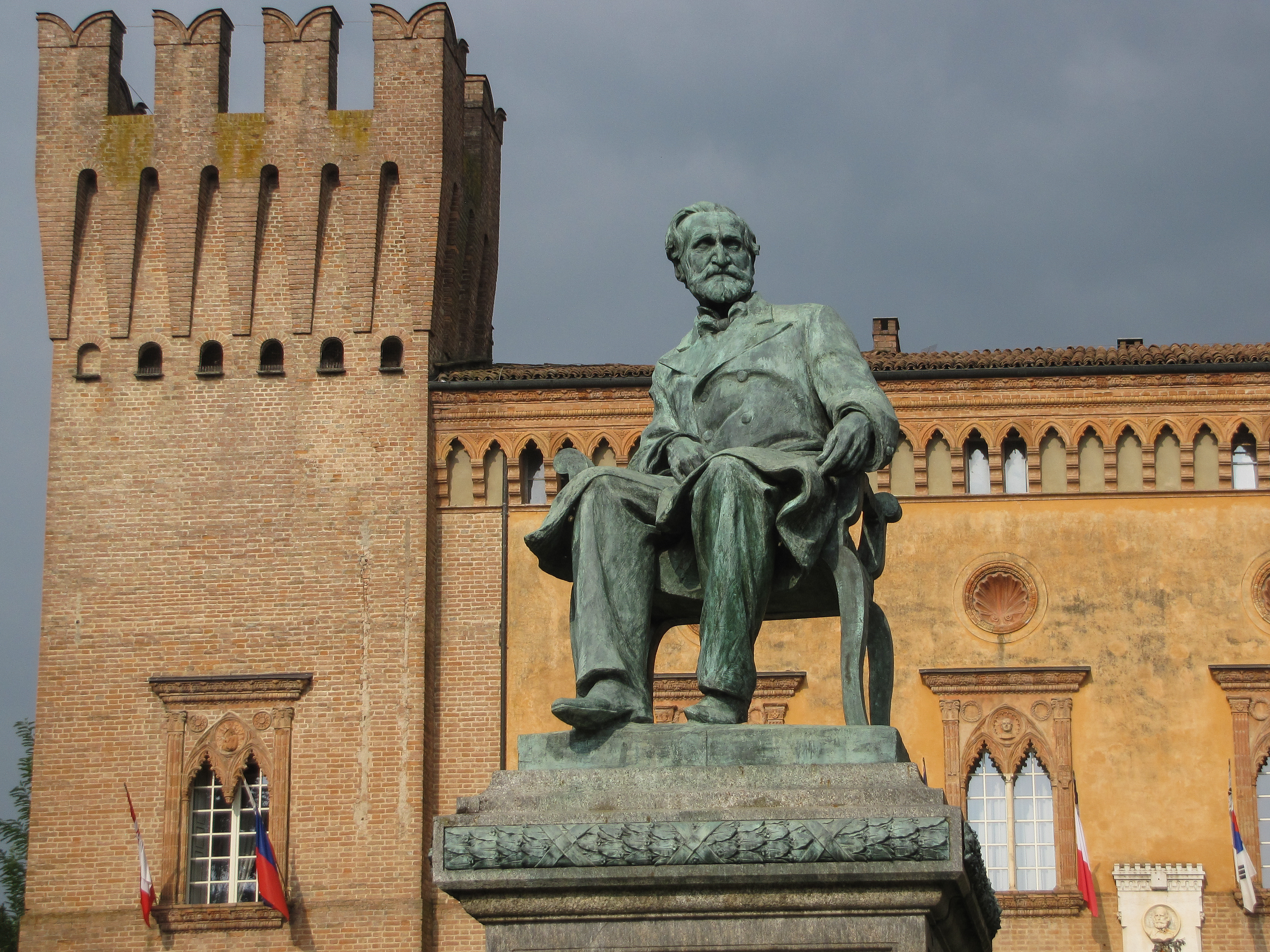
Giuseppe Verdi.

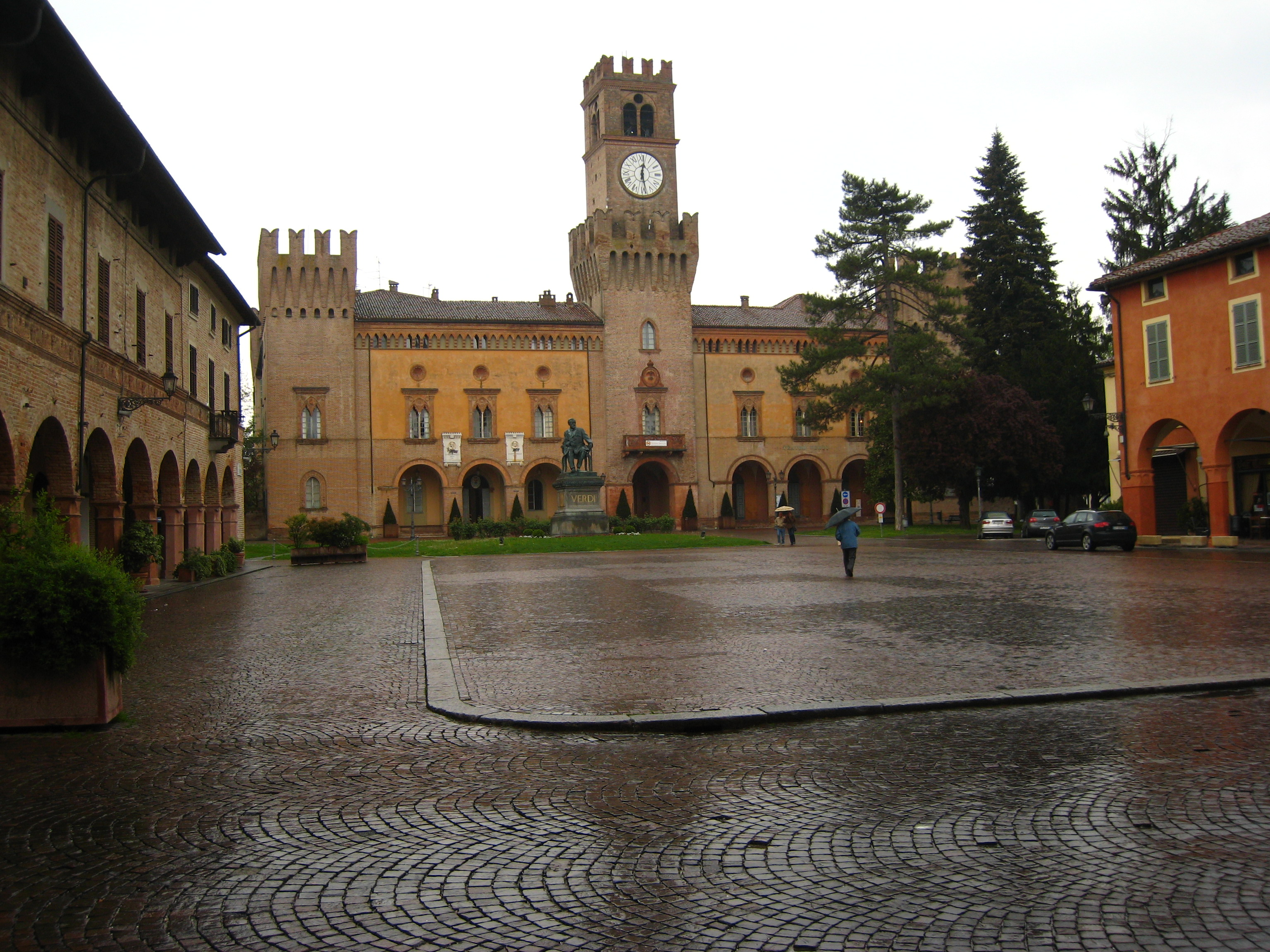

Busseto (Bussetano: Büsé; Parmigiano: Busèjj) es un municipio (comune) en la provincia de Parma, en Emilia-Romaña en el norte de Italia, que cuenta con unos 6.763 habitantes. Su historia está bastante bien documentada desde el siglo X, y durante casi quinientos años fue la capital de Stato Pallavicino, que finalmente se convirtió en parte del Ducado de Parma. La ciudad está a unos 8 kilómetros al sur de Cremona en Lombardía.
Debe su celebridad principalmente a haber sido el hogar del compositor Giuseppe Verdi desde 1824. En 1976, el director Bernardo Bertolucci filmó allí la saga Novecento. Es sede de renombrados carnavales.

## Sitios de interés

### Rocca Pallavicino
Palacio edificado por Adalberto Pallavicino, en el siglo XI siendo remodelada por Oberto il Grande. Originalmente rodeada de foso y puente levadizo. En 1857 fue reconstruida íntegramente en estilo neogotico por el arquitecto Pier Luigi Montecchini. Se conservó sólo la torre principal. Alberga el Teatro Verdi y hoy es el Palacio Municipal de Busseto.

### Le Roncole
La aldea donde nació el compositor, hoy llamada Roncole Verdi.

### Casa Barezzi
La casa de Antonio Barezzi, el hombre que apoyó a Verdi y que se convertiría en su suegro.

### Santa Maria degli Angeli y San Michele Arcangelo
Las iglesias donde Verdi tocó el órgano.

### Palazzo Orlandi
Es la casa que Verdi compró en 1845, donde vivió con Giuseppina Strepponi de 1849 a 1851. Allí compuso Luisa Miller, Stiffelio y Rigoletto.

### Teatro Giuseppe Verdi

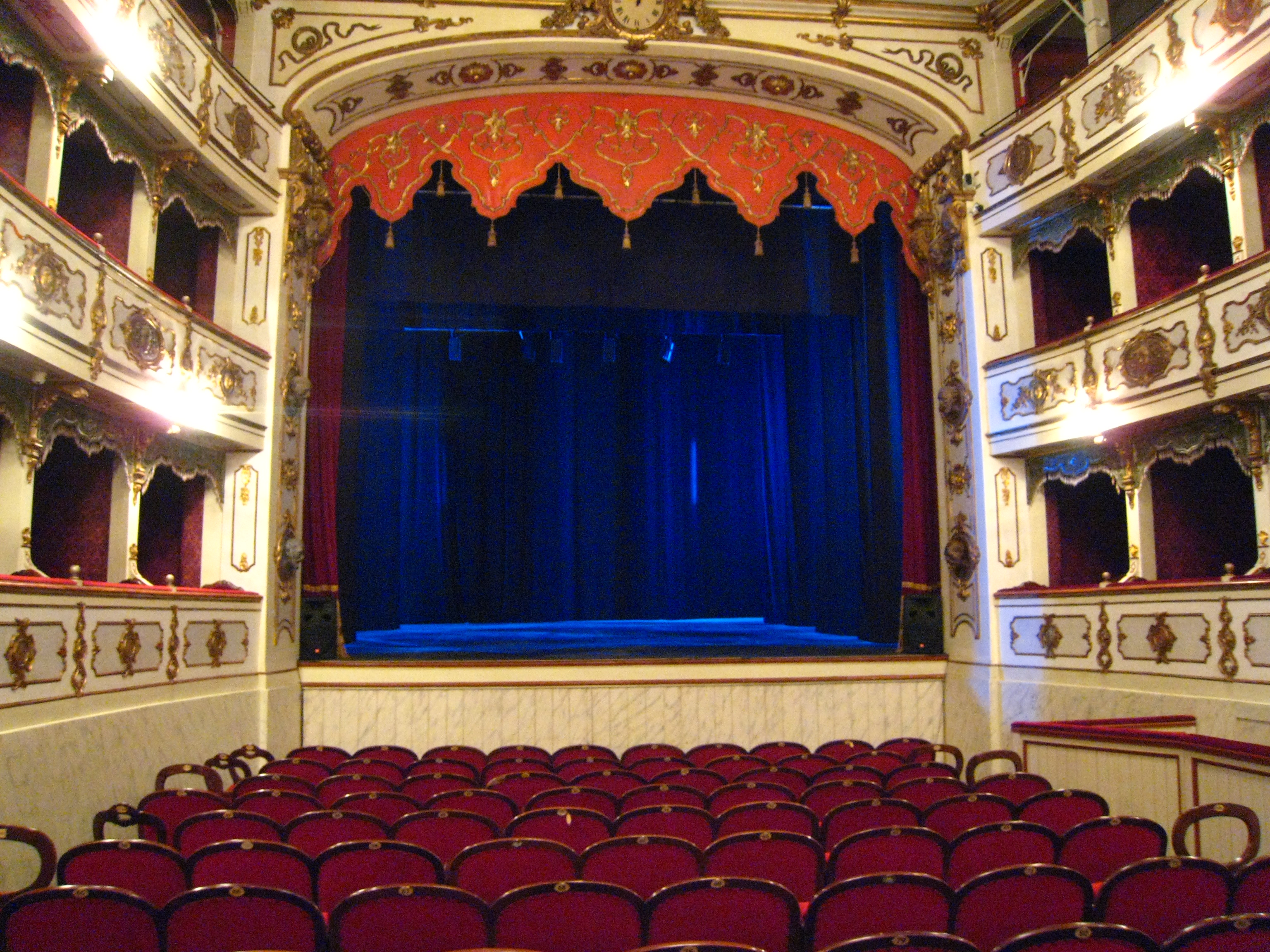
Teatro Verdi interior.

Un pequeño teatro de ópera de 300 localidades construido con apoyo de Verdi.

### Villa Verdi
En Sant'Agata, en Piacenza, esta la villa que el compositor comisionó en 1848 mientras vivía en Busseto, allí vivieron sus padres hasta 1851 y él por intervalos después de la muerte de Giuseppina, en 1897.

## Personalidades de Busseto
- Ireneo Affò, religioso franciscano
- Margherita Barezzi, esposa de Giuseppe Verdi
- Umberto Brindani, periodista
- Vincenzo Campi, pintor
- Carlo Caffarra, cardenal
- Giovannino Guareschi, escritor
- Gioacchino Levi, pintor
- Tarquinio Merula, compositor
- Alberto Pasini, pintor
- Giuseppe Piroli, político
- Luca Pisaroni, bajo-barítono
- Lino Rizzi, periodista
- Giuseppe Verdi, compositor

## Demografía
| Gráfica de evolución demográfica de Busseto entre 1861 y 2001 |
|                                                               |
| Fuente ISTAT - elaboración gráfica de Wikipedia               |